# ملعب تيانهي
ملعب تيانهي هو ملعب متعدد الاستخدام يقع في مدينة قوانغتشو الصينية. غالبا ما تلعب عليه مباريات كرة القدم، يسع الملعب لجلوس 60,200 ألف متفرج، ويعتبر الملعب الرسمي الذي يخوض فيه نادي قوانغتشو إيفيرغراندي مبارياته، تم افتتاحه في سنة 1987.